# Ирландско-украинские отношения
Ирландия признала Украину 31 декабря 1991, дипломатическое отношение между странами были установлены 1 апреля 1992. С 2000 на Украине и в Ирландии функционируют почётные консульства, возглавляемые соответственно В. Саем и Р. Маккейбом. Посол Ирландии в Праге Дж. Хейз назначен Послом на Украине по совместительству (Верительные грамоты вручил в марте 2002 года).
Ирландия рассматривает Украину как фактор стабильности и безопасности в регионе и Европе в целом и обозначает её среди других государств, которые ныне существуют на геополитическом просторе Восточной Европы.
В принципиальном плане ирландская сторона высказывает заинтересованность в поддержании дружеских двусторонних отношений между Украиной и Ирландией и тесного сотрудничества в рамках международных организаций, прежде всего, ООН. Ирландия заявляет о поддержке євроинтеграционных стремлений Украины и расширения сотрудничества между Украиной и ЕС.
Вместе с тем следует учитывать, что учитывая ограниченность ресурсов государственных структур в Ирландии, прежде всего человеческих и институционных, отношения с Украиной не принадлежат к внешнеполитическим приоритетам этой страны.
Так, рядом с задекларированным желанием сторон развивать двусторонние отношения, за 10 лет со времени установления дипломатического отношения между Украиной и Ирландией визиты высочайшего и высокого уровней не проводились (кроме кратковременной встречи Президента Украины с Премьер-министром Ирландии в Шенноне 23 октября 1994 г.).
Политические взаимоотношения между странами строятся в основном на равных встречах Министров обоих государств в рамках международных форумов — в рамках сессии ГА ООН (2001 г.), заседаний СЕАП (2000 г.) и СМ ОБСЕ (2000 г.).
Как первый шаг к установлению политических контактов на высшем уровне начинаются политические консультации на уровне Политических директоров МИД Украины и МИД Ирландии, первые из которых прошли 7 октября 2002 г. в Киеве.
Качественно новый этап в украинско-ирландских отношениях может начаться после открытия в 2003 году Посольства Украины в Ирландии.

## Договорно-правовая база
Договорно-правовая база украинско-ирландских отношений остается неразвитой и фактически состоит из одной Договоренности об установлении дипломатического отношения от 1 апреля 1992 года.
Парафированная 10 декабря 1992 года Соглашение между Правительством Украины и Правительством Ирландии о воздушном сообщении остается не подписанной.
Вместе с тем, на обработке сторон находятся 8 соглашений и договоренностей, а именно:
1. Декларация о партнерстве и сотрудничестве между Украиной и Ирландией.
2. Протокол о консультациях между МИД Украины и ДИД Ирландии.
3. Конвенция об избежании двойного налогообложения доходов и имущества и предупреждение налоговых уклонений.
4. Соглашение между Кабинетом Министров Украины и Правительством Ирландии о сотрудничестве в области туризма.
5. Соглашение между Правительством Украины и Правительством Ирландии о сотрудничестве в сфере борьбы с преступностью.
6. Соглашение между Правительством Украины и Правительством Ирландии о взаимопомощи в таможенных делах.
7. Договор между Кабинетом Министров Украины и Правительством Ирландии о взаимном трудоустройстве граждан и их социальной защиты.
8. Соглашение между Правительством Украины и Правительством Ирландии о правовой помощи и правовых отношениях в гражданских делах.

Во время консультаций между МИД на уровне политических Директоров 7 октября 2002 года ирландская сторона сообщила о своём принципиальном согласии на заключение лишь трех соглашений:
1. Декларации о партнерстве и сотрудничестве между Украиной и Ирландией;
2. Протокола о консультациях между МИД Украины и ДИД Ирландии;
3. Конвенции об избежании двойного налогообложения доходов и имущества и предупреждение налоговых уклонений.

## Состояние торгово-экономических отношений
За девять месяцев 2002 г. объём товарооборота между Украиной и Ирландией составил 23,603 млн долл. США, из них экспорт — 5,7 млн.долл. США., импорт — 17,9 млн долл. США. Отрицательное сальдо — 12,2 млн долл. США.
Наибольшими статьями украинского товарного экспорта в Ирландию в 2001 г., по данным Государственного комитета статистики Украины, были корма для животных, древесина, продукция цементной промышленности.
Наибольший удельный вес в структуре импорта Украиной ирландских товаров село промышленное и специальное оснащение (энергетическое, электротехническое, медицинское), продукция парфюмерной промышленности, пищевые продукты.
На территории Украины действует 146 предприятий с ирландскими инвестициями, среди них — 92 общих.

## Научно-техническое сотрудничество
Ирландия принимает участие в выполнении научных и просвещенских проектов ЕС, которые касаются Украины: TACIS, INTAS, INCO-COPERNICUS, EUREKA и TEMPUS. При этом Офис науки и технологий Министерства предпринимательства торговли и занятости, учитывая ограниченность человеческого и технического научного потенциала Ирландии, финансирует и координирует соответствующую работу лишь на направлениях, которые определены в Ирландии как приоритетные путём выполнения Программ передачи технологий и партнерства.
Современные украинские и ирландские научные приоритеты совпадают, в частности, на следующих направлениях: химия и фармацевтика, разработка компьютеров, программного обеспечения и телекоммуникационных технологий, здравоохранение, создание новых материалов и технологических процессов.
С ирландской неправительственной организацией «Forfás», которая выполняет функцию Национального совещательного и политического органа по вопросам науки, технологии и инноваций, длится работа относительно определения возможностей двустороннего индивидуального сотрудничества между украинскими и ирландскими учеными или научными коллективами, а также с целью ознакомления с практикой организации коммерциализации результатов исследований, интеллектуальной собственности, лицензий, технологий.

## Культурно-гуманитарное сотрудничество
Общая динамика развития культурных отношений между Украиной и Ирландией остаётся незначительной. Отсутствие активных культурных обменов поясняется, прежде всего, значительным отличием управления культурной сферой в обеих странах, низким уровнем информированности ирландского общества относительно истории, культуры и традиций Украины, отсутствием конкретных программ сотрудничества и ограниченностью финансовых ресурсов. В 2001 году было проведено лишь одно культурное мероприятие в Ирландии — выставку работ украинского художника Г. Шишка в Дублине.